# Militärflugplatz Solenzara

i7
i11
i13
Die Base aérienne 126 Solenzara (B.A. 126), ICAO: SOZ, ICAO: LFKS ist ein Militärflugplatz der französischen Luftstreitkräfte (Armée de l’air). Die Basis, die nach „Capitaine Préziosi“ benannt ist, liegt in der Region Korsika im Département Haute-Corse im Gebiet der Gemeinde von Ventiseri, etwa fünf Kilometer nördlich von Solenzara an der Ostküste der Insel. Sie ist Heimat einiger Helikopter und dient als südlichste Basis der französischen Luftstreitkräfte in Frankreich bisweilen zu Kampfeinsätzen im Mittelmeerraum. Sie bildet inzwischen einen Teil der „Base de défense de Ventiseri-Solenzara“.

## Geschichte

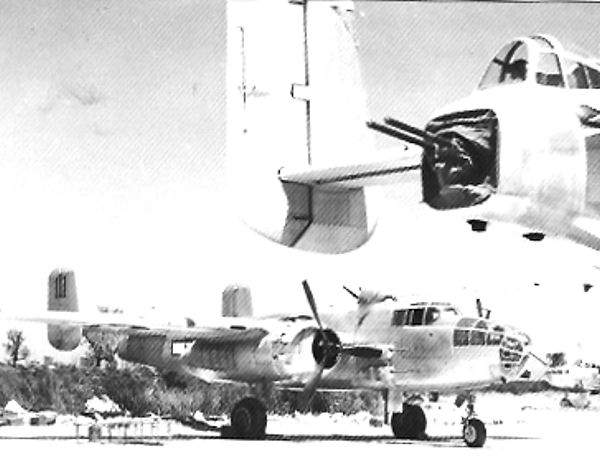
B-25J, 447th BS/310th BG, 1944

Ein erstes Flugfeld wurde während des Zweiten Weltkriegs für die United States Army Air Forces (USAAF) angelegt. Die Twelfth Air Force stationierte hier Jagdflugzeuge und mittlere Bomber zur Unterstützung der Invasion in Südfrankreich. Hier lagen hierzu im Hochsommer 1944 die P-40 der 324th Fighter Group; später im Winter 1944/1945 war Solenzara Airfield Basis der B-25 der 310th Bombardment Group.
Die heutige Basis entstand in den Jahren 1956 bis 1960 als Trainingseinrichtung diverser NATO-Luftstreitkräfte, und 1964 wurde sie Heimat einer Verbindungs- und Rettungsflugstaffel, der Escadrille de liaisons aériennes et de sauvetage 1/44 (ELAS 1/44), die mit Flamant und H-34 ausgerüstet war. Die Staffel erhielt 1972 MH.1521 und Alouette III. Die Flamant wurden 1974 und die H-34 1976 abgegeben, während die erste Puma bereits 1975 eingetroffen war. Die 1983 zur Gruppe aufgewertete Einheit Escadron de transport et de sauvetage 1/44 (ETS 1/44) gab die MH.1521 und zwei zwischenzeitlich hinzugekommene Nord 262 1988 ab.
Im November 1988 wurde sie zur Hubschraubergruppe Escadron d'hélicoptères EH 06.067, die 1997 ihre Alouette III abgab. Im Jahre 2007 wurden die ersten Puma durch die Super Puma ersetzt und die Gruppe in Escadron d'hélicoptères 1/44 (EH 1/44) umbenannt.
Die Basis wurde 1993 für Operationen im Bosnien- und 1999 im Kosovokrieg genutzt, in letzterem durch RAF-Tornados.
Zwischen 2010 und 2016 betrieb die EH 1/44 die Super Puma, die hier stationierten Super Pumas waren die letzten im Betrieb der französischen Luftstreitkräfte.
Zuletzt war Solenzara 2011 Einsatzbasis für Operationen über Libyen.

## Heutige Nutzung
Die Basis beherbergt zurzeit (2016) eine fliegende Gruppe:
- EH 1/44 „Solenzara“, Helikoptergruppe mit Puma (seit 2016)

Hinzu kommen weitere nichtfliegende Verbände.
Weiterhin wird die Basis dazu genutzt, das in Calvi stationierte 2e régiment étranger de Parachutistes (2. Fallschirmjägerregiment der französischen Fremdenlegion) mittels C-160-Transall- und C-130-Hercules-Militärtransportflugzeugen in seine Einsatzräume zu verlegen.